# Hexatoma (Eriocera) tacita
Hexatoma (Eriocera) tacita is een tweevleugelige uit de familie steltmuggen (Limoniidae). De soort komt voor in het Oriëntaals gebied.